# Línea 633 (Interurbanos Madrid)
La línea 633 de la red de autobuses interurbanos de Madrid une Majadahonda con Colmenarejo.

## Características
Esta línea une el Hospital Puerta de Hierro de Majadahonda y Las Rozas con las poblaciones de Torrelodones, Galapagar y Colmenarejo. 
No están permitidos los trayectos entre Majadahonda, Las Rozas y Torrelodones, y viceversa.
La línea mantiene los mismos horarios todo el año (exceptuando las vísperas de festivo y festivos de Navidad).
Está operada por la empresa Julián de Castro a través de Avanza Movilidad Integral mediante la concesión administrativa VCM-605 - Madrid – Galapagar – Colmenarejo (Viajeros Comunidad de Madrid) del Consorcio Regional de Transportes de Madrid.

## Horarios
| Lunes a viernes lectivos                                                   |
| De 8:00 a 9:00 cada 30 minutos                                             |
| De 10:10 a 23:10 cada hora                                                 |
| Salida de Majadahonda (Hospital) > Colmenarejo (Cañada de las Merinas)     |
| Lunes a viernes no lectivos, sábados, domingos y festivos                  |
| A 8:00 - 9:00 - 9:10                                                       |
| De 10:10 a 23:10 cada hora                                                 |
| Salida de Majadahonda (C/ Velázquez) > Colmenarejo (Cañada de las Merinas) |
| Noches de viernes, sábados y vísperas de festivo                           |
| A 24:00 - 2:00                                                             |

| Lunes a viernes lectivos                                                   |
| De 6:45 a 7:45 cada 30 minutos                                             |
| A 8:30                                                                     |
| De 9:00 a 22:00 cada hora                                                  |
| Salida de Colmenarejo (Cañada de las Merinas) > Majadahonda (Hospital)     |
| Lunes a viernes no lectivos, sábados, domingos y festivos                  |
| A 6:45 - 7:45 - 8:00                                                       |
| De 9:00 a 22:00 cada hora                                                  |
| Salida de Colmenarejo (Cañada de las Merinas) > Majadahonda (C/ Velázquez) |
| Noches de viernes, sábados y vísperas de festivo                           |
| A 23:00 - 1:00                                                             |

1. 1 2 3 4  Sólo de lunes a viernes laborables no lectivos.
2. 1 2  Sólo sábados laborables, domingos y festivos.

## Recorrido y paradas

### Sentido Colmenarejo
| Código | Parada                                     | Común con                                | Conexiones con Cercanías | Municipio    | Zona |
| ------ | ------------------------------------------ | ---------------------------------------- | ------------------------ | ------------ | ---- |
| 17923  | J. Rodrigo - Hospital Puerta de Hierro     | 567 580 620 626 650A 653 655 667 685 1   |                          | Majadahonda  |      |
| 13042  | Velázquez - C.C. Centro Oeste              | 567 626 654 655                          |                          | Majadahonda  |      |
| 08791  | Ctra. Pozuelo - Ins. Nacional de Salud     | 561 561A 561B 567 626 650A 653 654 655 2 |                          | Majadahonda  |      |
| 06244  | Av. España - El Zoco                       | 626 651 654 655 2                        |                          | Majadahonda  |      |
| 06149  | Ctra. M505 - Burgocentro                   | 627 631 641 642 643 645 661 661A 662 685 |                          | Las Rozas    |      |
| 12446  | Trva. Navalcarbón - Heron City             | 620 625 629 685 FS1 2                    |                          | Las Rozas    |      |
| 11831  | Severo Ochoa - Pablo Neruda                | 628 685                                  |                          | Las Rozas    |      |
| 06107  | Ctra. A6 - Est. Pinar                      | 622 628 629 685                          | Pinar de Las Rozas       | Las Rozas    |      |
| 09808  | Ctra. A6 - Talleres Renfe                  | 622 685                                  |                          | Las Rozas    |      |
| 09804  | Ctra. A6 - Playa de las Américas           | 622 685                                  |                          | Las Rozas    |      |
| 11958  | Apeadero - Est. Las Matas                  | 611A 613 685 686 686A 2                  | Las Matas                | Las Rozas    |      |
| 20035  | Ctra. A6 - C.C. Espacio Torrelodones       | 611 611A 612 685                         |                          | Torrelodones |      |
| 12951  | Av. Comunidad Madrid - Colegios            | 631                                      |                          | Torrelodones |      |
| 06057  | Av. Torrelodones - Urb. Las Marías         | 631 1 2 4 5                              |                          | Torrelodones |      |
| 10726  | Av. Torrelodones - Guardia Civil           | 631 1 2 4 5                              |                          | Torrelodones |      |
| 06058  | Jesusa Lara - Parque Pradogrande           | 631 1 2 4 5                              |                          | Torrelodones |      |
| 10727  | Jesusa Lara - Casa de la Cultura           | 631 1 2 4 5                              |                          | Torrelodones |      |
| 06071  | Ctra. Torrelodones - Antonio Lasso         | 631                                      |                          | Galapagar    |      |
| 06072  | Ctra. Torrelodones - Urb. Los Jarales      | 631                                      |                          | Galapagar    |      |
| 06073  | Ctra. Torrelodones - Urb. El Corzo         | 631                                      |                          | Galapagar    |      |
| 06070  | Ctra. Torrelodones - Cañuelo               | 631                                      |                          | Galapagar    |      |
| 06074  | Soberanía - Pza. Cruz Roja                 | 631                                      |                          | Galapagar    |      |
| 20845  | Ctra. Colmenarejo - Escuela Infantil       | 630 631 634                              |                          | Galapagar    |      |
| 09144  | Ctra. M510 - Urb. El Cerrillo              | 630 631 634                              |                          | Galapagar    |      |
| 09147  | Cañada de las Merinas - Ctra. Galapagar    | 630 631 634                              |                          | Colmenarejo  |      |
| 09146  | Cañada de las Merinas - Centro de Salud    | 630 631 634                              |                          | Colmenarejo  |      |
| 12372  | Cañada de las Merinas - Instituto          | 631                                      |                          | Colmenarejo  |      |
| 12374  | Av. Universidad Carlos III - Polideportivo | 631                                      |                          | Colmenarejo  |      |
| 12376  | Av. Universidad Carlos III - Residencia    | 631                                      |                          | Colmenarejo  |      |
| 12378  | Av. Carlos III - Universidad               | 631                                      |                          | Colmenarejo  |      |

### Sentido Majadahonda
| Código | Parada                                     | Común con                                | Conexiones con Cercanías | Municipio    | Zona |
| ------ | ------------------------------------------ | ---------------------------------------- | ------------------------ | ------------ | ---- |
| 12378  | Av. Carlos III - Universidad               | 631                                      |                          | Colmenarejo  |      |
| 12377  | Av. Universidad Carlos III - Residencia    | 631                                      |                          | Colmenarejo  |      |
| 12375  | Av. Universidad Carlos III - Polideportivo | 631                                      |                          | Colmenarejo  |      |
| 12373  | Ctra. Villanueva del Pardillo - Instituto  | 631                                      |                          | Colmenarejo  |      |
| 12371  | Cañada de las Merinas - Centro de Salud    | 631                                      |                          | Colmenarejo  |      |
| 09145  | Cañada de las Merinas - Ctra. Galapagar    | 630 631                                  |                          | Colmenarejo  |      |
| 20904  | Ctra. M510 - Urb. El Cerrillo              | 630 631                                  |                          | Galapagar    |      |
| 09998  | Soberanía - Pza. Cruz Roja                 | 631 634                                  |                          | Galapagar    |      |
| 06077  | Ctra. Torrelodones - Cañuelo               | 631                                      |                          | Galapagar    |      |
| 09072  | Ctra. Torrelodones - Urb. El Corzo         | 631                                      |                          | Galapagar    |      |
| 06078  | Ctra. Torrelodones - Urb. Los Jarales      | 631                                      |                          | Galapagar    |      |
| 06079  | Ctra. Torrelodones - Monte Inés            | 631                                      |                          | Galapagar    |      |
| 16701  | Jesusa Lara - Casa de la Cultura           | 631                                      |                          | Torrelodones |      |
| 06092  | Jesusa Lara - Parque Pradogrande           | 631 635 1 2 4 5                          |                          | Torrelodones |      |
| 10704  | Av. Torrelodones - Guardia Civil           | 631 635 1 2 4 5                          |                          | Torrelodones |      |
| 06093  | Av. Torrelodones - Urb. Las Marías         | 631 635 1 2 4 5                          |                          | Torrelodones |      |
| 06094  | Ctra. A6 - Av. Torrelodones                | 610 611 631 635 664 685                  |                          | Torrelodones |      |
| 17244  | Pza. Abasto - C.C. Espacio Torrelodones    | 611 611A 612 613 685 686 686A 1          |                          | Torrelodones |      |
| 11959  | Ctra. Coruña - Est. Las Matas              | 611 611A 613 685 686 686A 2              | Las Matas                | Las Rozas    |      |
| 09805  | Ctra. A6 - Parque Europa Empresarial       | 620 622 625 685 2                        |                          | Las Rozas    |      |
| 09807  | Ctra. A6 - Parque Empresarial Las Rozas    | 622 685                                  |                          | Las Rozas    |      |
| 11830  | Severo Ochoa - Pablo Neruda                | 628 629 685                              |                          | Las Rozas    |      |
| 12447  | Trva. Navalcarbón - Heron City             | 620 625 629 685 FS1 2                    |                          | Las Rozas    |      |
| 09333  | Comunidad Castilla-La Mancha - Burgocentro | 561 561A 561B 621 622 624 626 1 2        |                          | Las Rozas    |      |
| 12995  | Av. España - El Zoco                       | 626 651 654 1                            |                          | Majadahonda  |      |
| 08792  | Ctra. Pozuelo - Ins. Nacional de Sanidad   | 561 561A 561B 567 626 650B 653 654 655 1 |                          | Majadahonda  |      |
| 13038  | Velázquez - C.C. Centro Oeste              | 567 626 654 655                          |                          | Majadahonda  |      |
| 17923  | J. Rodrigo - Hospital Puerta de Hierro     | 567 580 620 626 650A 653 655 667 685 1   |                          | Majadahonda  |      |